# Zenon Stefaniuk
Zenon Stefaniuk (Wojnów, 8 luglio 1930 – Katowice, 10 luglio 1985) è stato un pugile polacco.

## Palmarès

### Europei dilettanti
- 2 medaglie:
  - 2 ori (Varsavia 1953 nei pesi gallo; Berlino Ovest 1984 nei pesi gallo)